# Pelodytes ibericus
Espèce
Statut de conservation UICN

 LC  : Préoccupation mineure
Pelodytes ibericus est une espèce d'amphibiens de la famille des Pelodytidae.

## Répartition

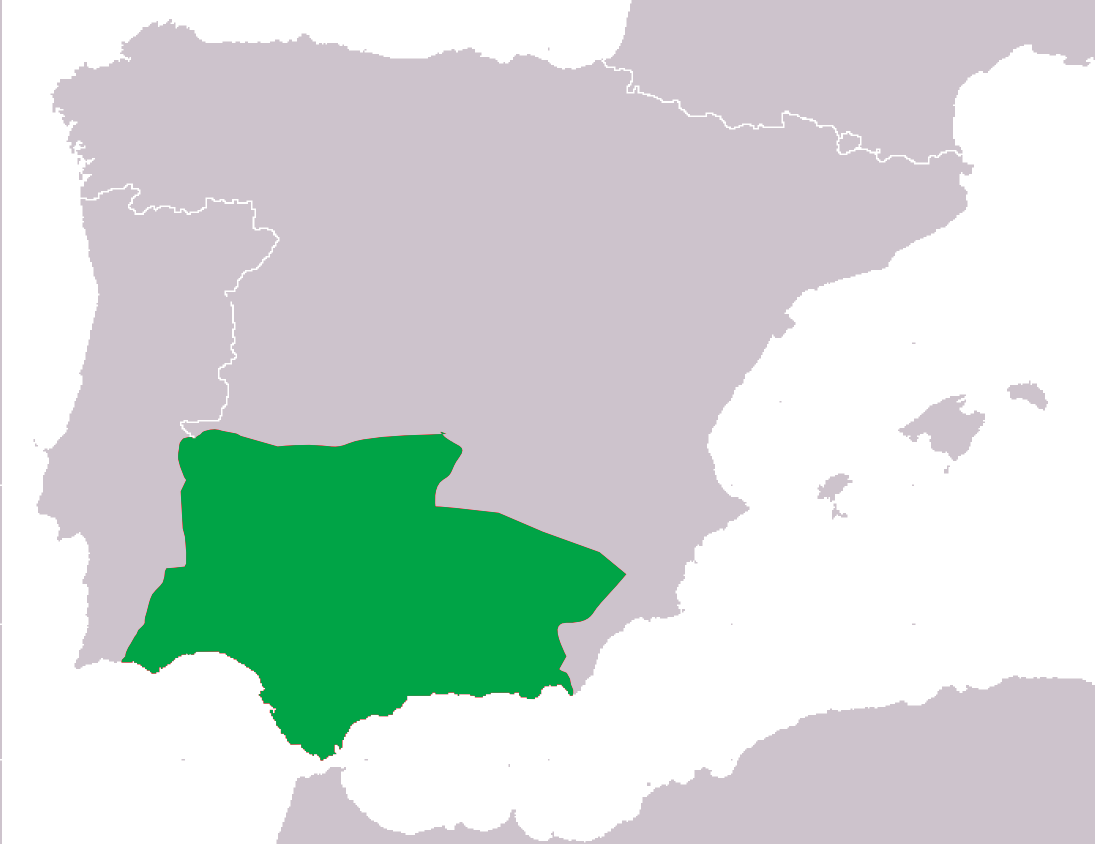
Répartition

Cette espèce est endémique de la péninsule Ibérique. Elle se rencontre jusqu'à 1 450 m d'altitude, :
- dans le sud-est du Portugal ;
- dans le sud de l'Espagne.

## Étymologie
Cette espèce est nommée en référence au lieu de sa découverte, la péninsule Ibérique.

## Publication originale
- Sánchez-Herraíz, Barbadillo-Escrivá, Machordom & Sanchíz, 2000 : A new species of pelodytid frog from the Iberian Peninsula. Herpetologica, vol. 56, no 1, p. 105-118.